# Teatro municipale Giuseppe Verdi (Salerno)
Il Teatro Municipale Giuseppe Verdi di Salerno è un teatro a struttura lignea dell'Ottocento, con quattro ordini di palchi e un loggione.

## Storia
(Franco Zeffirelli)

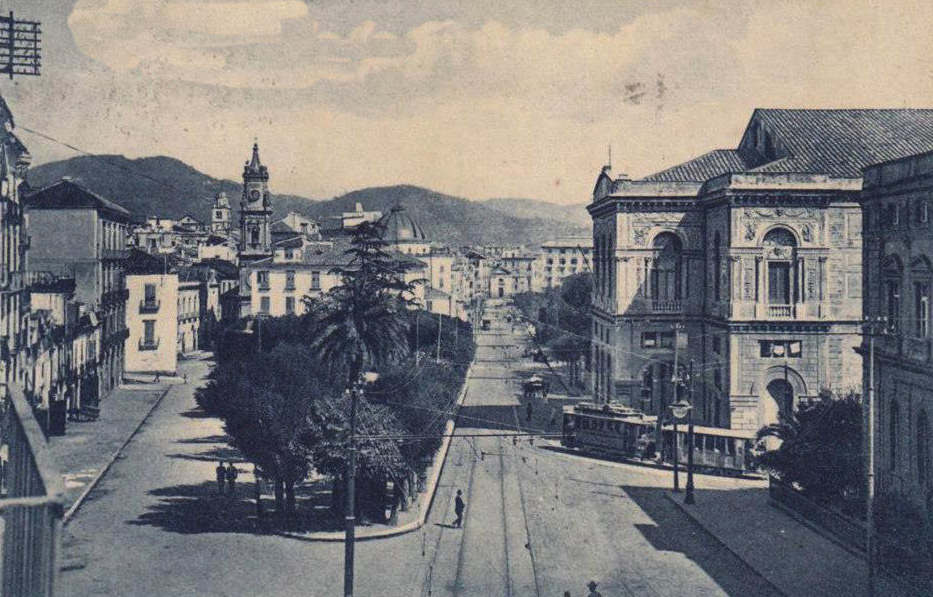
il Teatro in una foto di inizio '900

La discussione sulla collocazione del nuovo teatro fu molto lunga. Con la chiusura del teatro San Matteo nel 1845 si sentì l'esigenza di realizzarne uno nuovo. I luoghi proposti dall'Intendente della Provincia in data 15 novembre 1843 furono due: il largo Santa Teresa e il largo della Barriera fuori Portanova, luogo che fu ritenuto più confacente e per cui fu redatto un progetto dalla spesa preventivata di 40.000 ducati. Il prezzo troppo elevato e la sordità del governo a richieste di copertura finanziaria, portò il Decurionato a ripiegare su un secondo progetto presentato il 1º agosto 1845 dall'architetto Ulisse Rizzi, meno costoso e realizzabile in entrambi i luoghi. L'approvazione dei primi lavori murari, da realizzare nell'area di Santa Teresa, tardò ad arrivare (solo dieci anni dopo vi fu la firma del sovrano), pertanto non vi fu il via libera alla costruzione. Nel consiglio comunale del 15 dicembre 1863, all'indomani della nascita del Regno d'Italia, prevalse la volontà del neosindaco Matteo Luciani che, grazie a fondi del governo centrale, fece avviare i lavori nell'area di Santa Teresa. Il vecchio progetto di Petrilli-De Luca fu rimpiazzato da una nuova ipotesi dell'ingegnere capo del genio civile Antonino D'Amora. I lavori iniziarono il 1º aprile 1864 con l'impresa di Vincenzo Fiorillo, a cui era stato confermato l'appalto, e diretti dallo stesso D'Amora e dall'architetto Giuseppe Menichini. Il nuovo progetto però mise in difficoltà economiche Fiorillo, che per contratto avrebbe dovuto accollarsi il costo delle varianti, costringendolo ad associarsi con due soci: Bonaventura della Monica e Antonio Avallone. Solo il 1º ottobre 1869 i locali furono consegnati a Fortunato e Gateano D'Agostino, che si aggiudicarono l'appalto per la parte decorativa. Dopo due anni e mezzo anche questi lavori furono completati e il 15 aprile 1872 il teatro fu inaugurato con il Rigoletto di Giuseppe Verdi. 

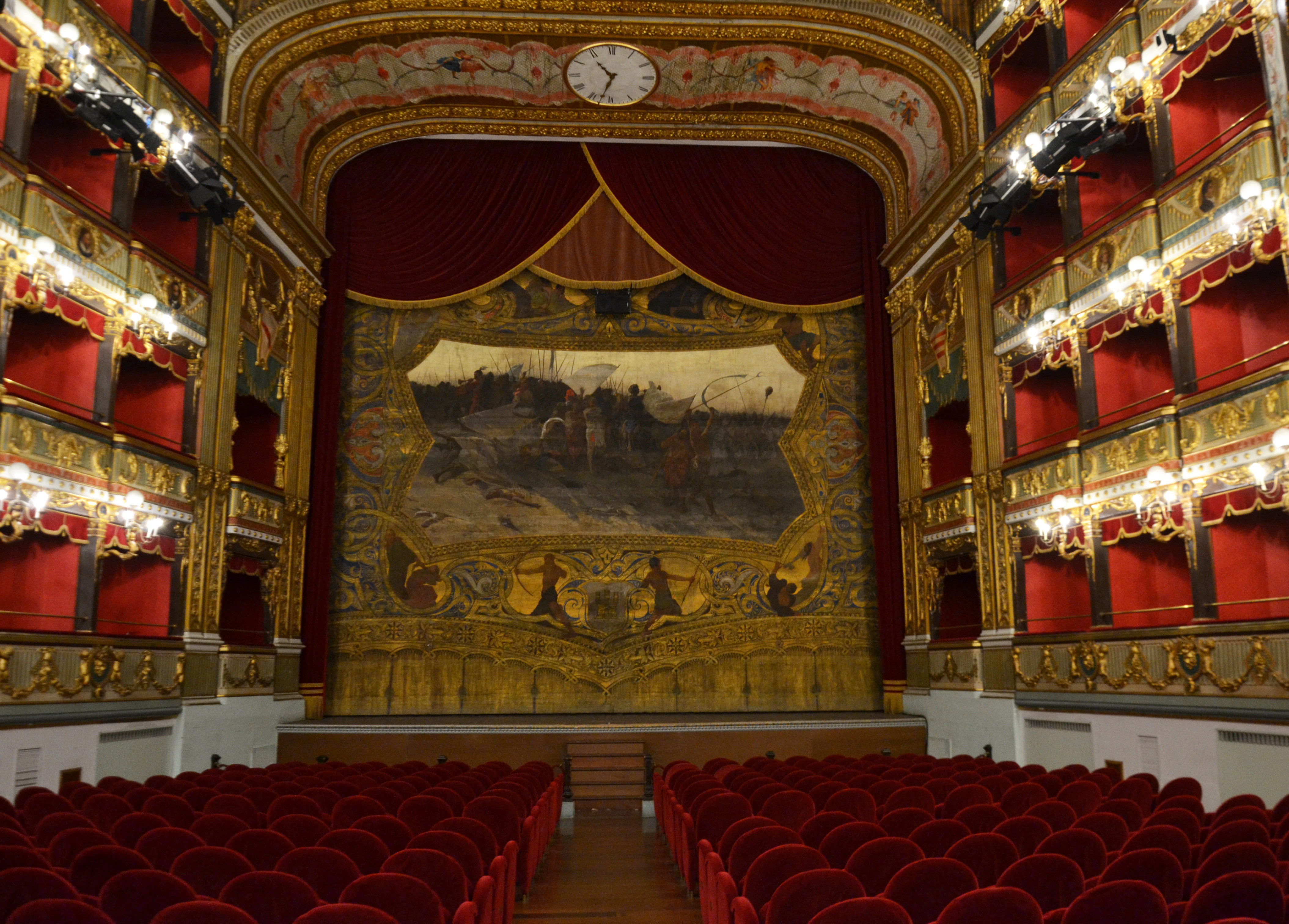
L'interno del Teatro

L'intitolazione a Verdi avvenne solo alla morte del compositore nel 1901.
Per i primi anni il Verdi fu sempre più chiuso che aperto tanto che una delle penne più sottili del giornalismo locale, Ottavio de Sica, zio di Vittorio, ironicamente lo definì «lo schiavo di pietra», in riferimento alle catene che ne chiudevano il portico, sentenziando che «il Verdi era un'opera forse eccedente i bisogni angusti del popolo». La partecipazione popolare fu invece la più consistente: accadde infatti che Titta Ruffo, grande baritono agli esordi della sua carriera, dopo essere stato applaudito sulle scene del Municipale in Faust e La bohème, fece riascoltare la sua voce tra le imponenti navate del Duomo, durante il pontificale per la festa del santo patrono e dei vespri di quelle fatidiche giornate.
Tre le stagioni d'opera si ricordano La traviata del 1881 con debutto di Aurelia Cataneo Caruson (che sarà a Bologna la prima Isotta Italiana), le recite di Enrico Caruso agli inizi della carriera in opere come Puritani, Favorita, Carmen e Gioconda, di Titta Ruffo nel Rigoletto, in Valentino e Barnaba, di Antonio Cortis, di Stabile, di Dolores Frau, di Delfina Samoiloff, di Toti Dal Monte, di Hilde Monti, di Galliano Masini, di Gina Cigna, di Rosetta Pampanini, di Maria Pedrini, di Gigli, di Gobbi e di Paolo Civil (al Verdi ottenne i suoi maggiori successa italiani). Di particolare spicco l'edizione del 1932 del Lohengrin, unica opera di Richard Wagner rappresentata a Salerno. Tra i direttori attivi a Salerno: Alfredo Morelli, Vincenzo Lombardi, Paolo Bellucci, Alberto de Cristofaro, Arturo Sigismondo, Pierò Fabbroni, Ernesto Sebastiani, Manrico De Tura, Vincenzo Marini, Franco e Giuseppe Patané. Per la prosa e da ricordare la rappresentazione di Giovanna e i giudici di Thierry Maulnier nel 1951 con la regia di Guido Salvini, protagonista Vivi Gioi. Furono al Verdi anche Memo Benassi, Renzo Ricci ed Eva Magni, Salvo Randone, Achille Millo con la regia di Vittorio De Sica e Franco Parenti.

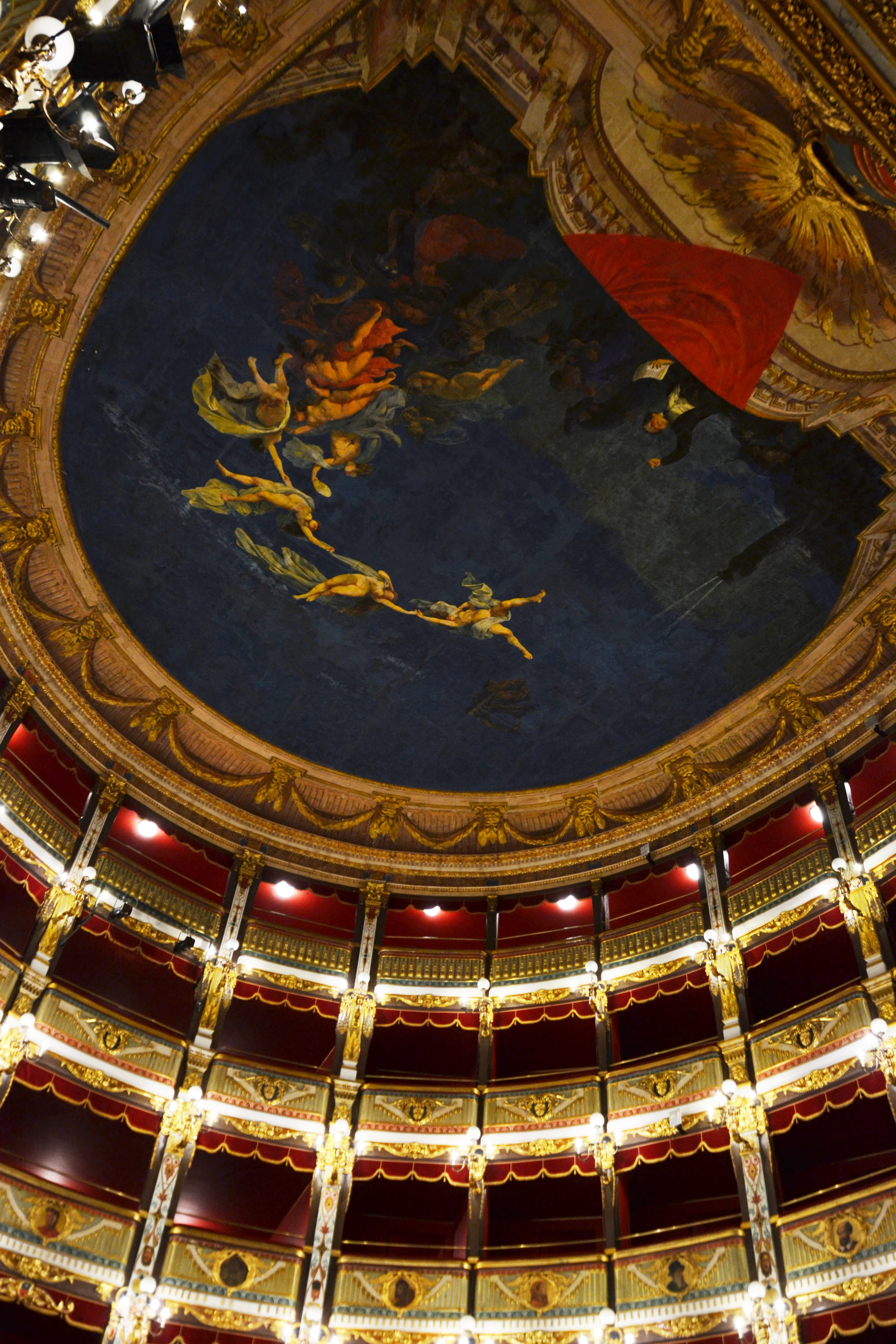
Vista sugli spalti e il soffitto con Rossini

Il Teatro subì enormi danni anche durante il terremoto dell'Irpinia del 1980 quando rimase inagibile per circa 14 anni. La ristrutturazione, voluta e cominciata grazie al sindaco Vincenzo Giordano fu completata nel 1994, anno in cui fu reinaugurato in occasione del cinquantenario di "Salerno Capitale d'Italia" con un concerto dei Solisti Veneti. Il 22 gennaio 1997 la messa in scena del Falstaff, interpretato da Rolando Panerai, inaugura la Prima Stagione Lirica della storia recente del teatro.
Dal 2007 il direttore artistico è Daniel Oren. Da allora il teatro Verdi di Salerno si è affermato nel panorama lirico nazionale come teatro di eccellenza, con una programmazione selezionata e caratterizzata dalla presenza di artisti di fama mondiale, ponendosi, nonostante le dimensioni ridotte, al pari di grandi teatri nazionali quali l'Opera di Roma, il San Carlo di Napoli o la Scala di Milano. Infatti a seguito della rappresentazione della Tosca, del maggio 2011, ha ricevuto una lusinghiera recensione da parte dell'affermato critico lirico Enrico Stinchelli.
Hanno lavorato al teatro Verdi artisti come Marcelo Álvarez, Renato Bruson, la Royal Philharmonic Orchestra, Nikolaj Luganskij, la Wiener Kammerensemble, Alexei Volodin, Martina Serafin, la Sapporo Simphony Orchestra.
L'orchestra del teatro Verdi è stata scelta, nel 2011, per il tradizionale concerto di Natale del Senato a Palazzo Madama, riscuotendo un grandissimo successo e calorosi apprezzamenti dalle massime cariche dello stato, ivi presenti, grazie alla coinvolgente direzione del maestro Oren.
Dal 23 ottobre 2013 è annoverato tra i teatri italiani di tradizione.

## Architettura

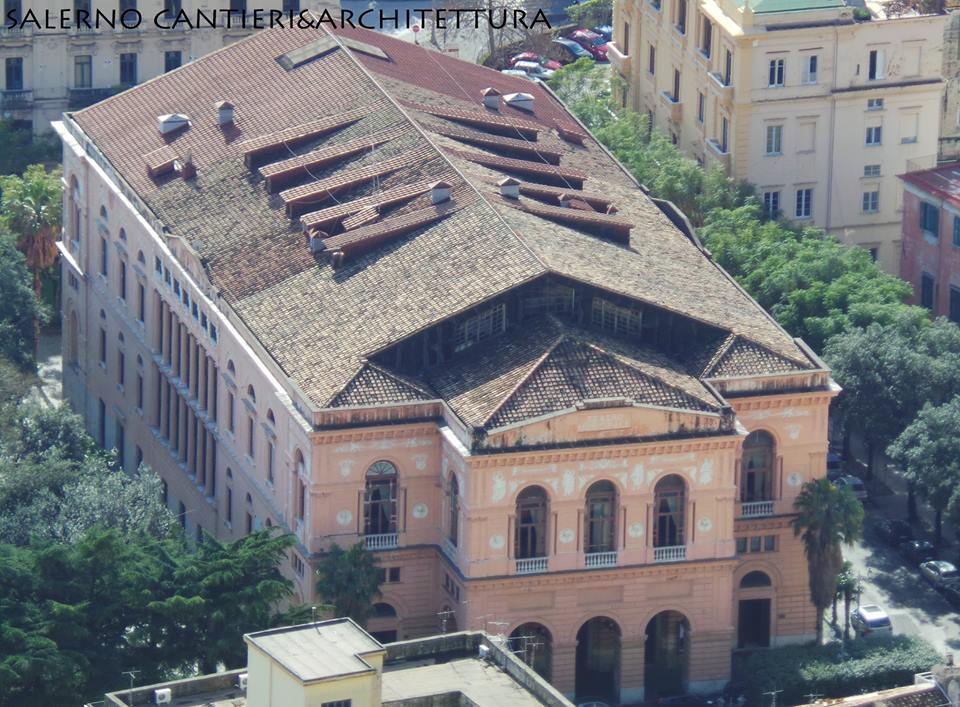
Il teatro Verdi visto dal centro storico alto

L'edificio concepito dal D'Amora è costituito da un corpo di fabbrica lungo 65 metri e largo 36 che presenta agli estremi corti due appendici simmetriche di 18x6.5, corrispondenti alla zona d'ingresso e al retropalco. Nelle facciate secondarie, il gioco chiaroscuro creato dei finestroni e da un loggiato a colonne disposto su due piani, riesce solo in parte ad attenuare l'eccessivo sviluppo longitudinale dell'edificio. Il prospetto frontale ripropone con linguaggio eclettico lo schema con positivo neoclassico del Teatro alla Scala di Milano e del San Carlo di Napoli. 

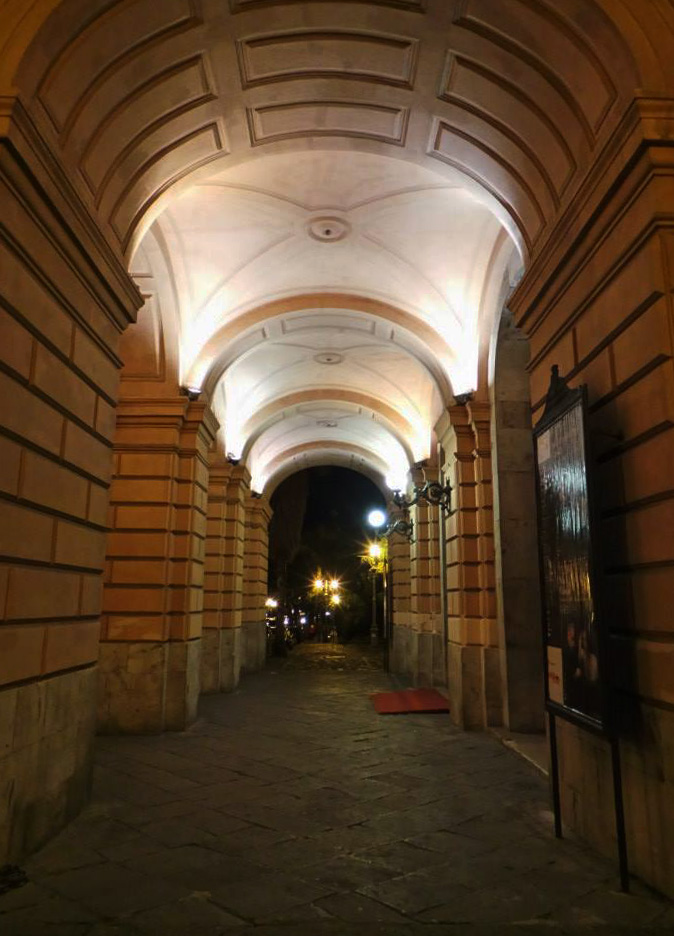
Il porticato

Attraverso tre porte in ferro corrispondenti agli archi del portico, si accede ad un articolato sistema di scale che confluiscono nel vestibolo principale, sopraelevato di circa tre metri sul livello stradale. Nella parete di fondo di questo vasto salone, suddiviso da coppie di colonne, si aprono altri tre vani: i due laterali immettono ad altre rampe di scale dirette ai palchi superiori ed alla Casina, quello centrale ad un secondo vestibolo di dimensioni minori antistante la platea. Pur riprendendo in scala ridotta la pianta a ferro di cavallo del San Carlo, la curva della platea, presenta una forma più allungata giacché il D'Amora, per evitare «il cambiamento brusco nell'unione fra la parte circolare e le parti rettilinee» ritenne opportuno inserire «negli attacchi o passaggi un altro arco circolare di raggio maggiore». Un'altra particolarità è offerta dai camerini di servizio tra i palchi e i corridoi, introdotti, secondo quanto dichiarato dallo stesso progettista, per ottemperare ad una discutibile opinione del sindaco Luciani, il quale riteneva che «certi godimenti dovessero essere un privilegio di non molti».
L'aspetto più interessante è costituito dall'attrezzatura scenotecnica: un graticcio con i rocchetti per i tiri dei fondali e i tamburi per il sollevamento dei sipari, alcuni gruppi di tagli per lo scorrimento delle quinte e i relativi carrelli azionati dagli argani. Al di sotto della platea furono realizzati 18 magazzini da cedere in fitto. Un'area maggiore fu riservata agli ambienti necessari all'attività della Casina Sociale, sistemati su un doppio piano nella parte opposta del teatro. La casina sociale contribuì a caratterizzare la fisionomia del Verdi che fu uno degli ultimi esempi di teatro all'italiana.

## Le decorazioni
I lavori di decorazione partono nell'ottobre del 1869. Gaetano D'Agostino, pittore e decoratore, si occupa della direzione di questi lavori e, consapevole dell'onore che la commessa avrebbe portato alla sua impresa, sceglie di farsi affiancare dalle firme più prestigiose del mondo accademico partenopeo.
All'impresa partecipano: Domenico Morelli, Pasquale Di Criscito, Ignazio Perricci, Giuseppe Sciuti e folto gruppo di salernitani: suo fratello Antonio, il cugino Ermenegildo Caputo, Matteo Amendola e lo scultore Giovan Battista Amendola.

### Il foyer

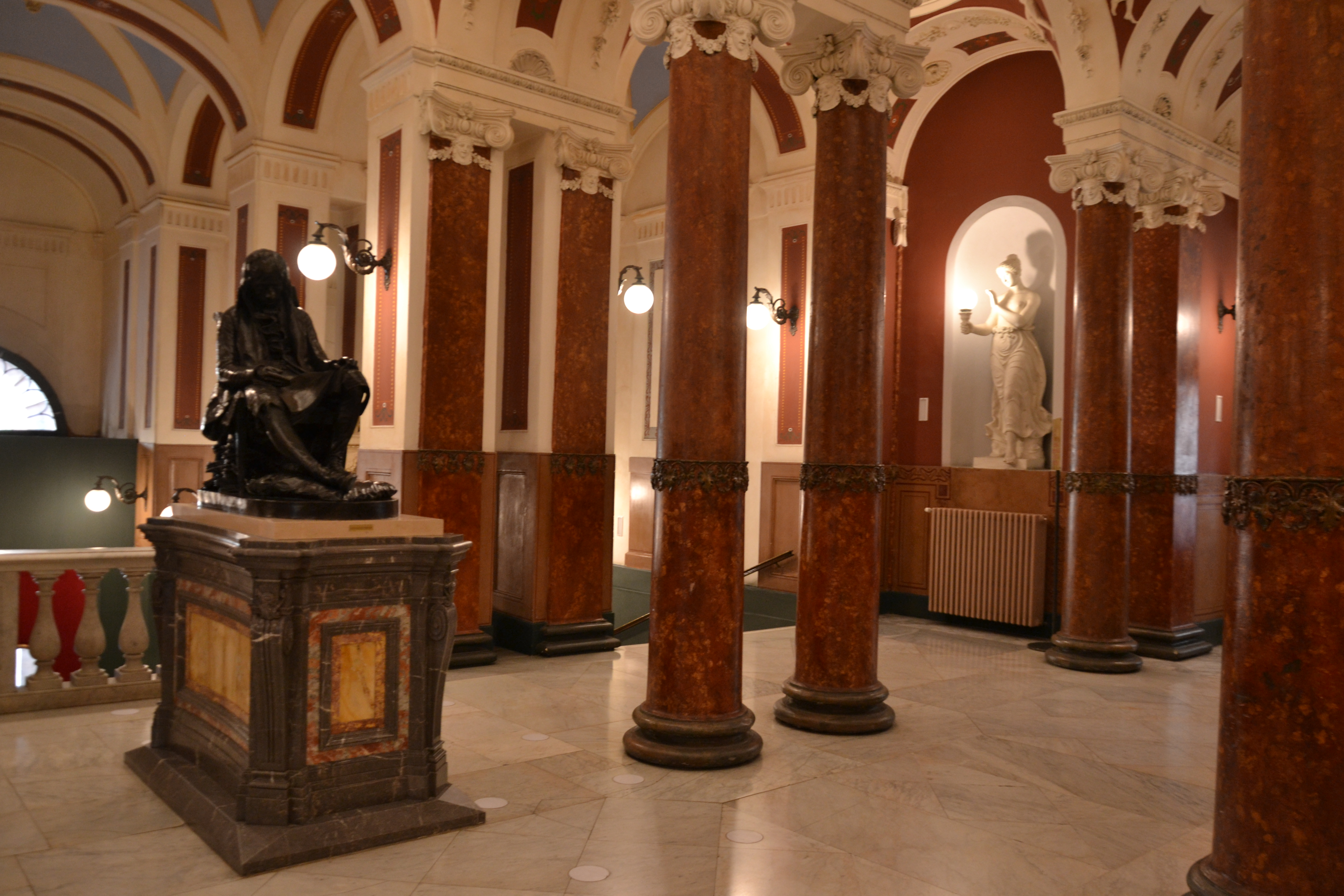
Il foyer con la statua del Pergolesi Morente

Al centro di un'esedra in cui a nicchie con statue si alternano colonne di stucco decorate a finto marmo, viene collocata la statua in gesso dipinto del Pergolesi Morente di Giovanni Battista Amendola. L'artista elabora una scultura di impianto ancora storico-romantico nella quale già confluiscono i segni dello scientismo naturalista che troverà poi larga risonanza espressiva nel Caino e la sua donna del 1877.
«Smagrito, su una sedia a braccioli, la testa incassata nel petto ansante, Pergolesi stringe tra le mani nervosamente affilate le note dello Stabat Mater»: così Vittorio Spinazzola descrive l'opera che probabilmente riaccende l'interesse intorno alla figura del giovane e geniale musicista. Il Pergolesi morente è dunque un prologo, una sorta di nume tutelare del luogo, il segno di apertura del tempio nel quale Gioachino Rossini viene elevato alla stregua di divinità olimpica.

### Il plafond

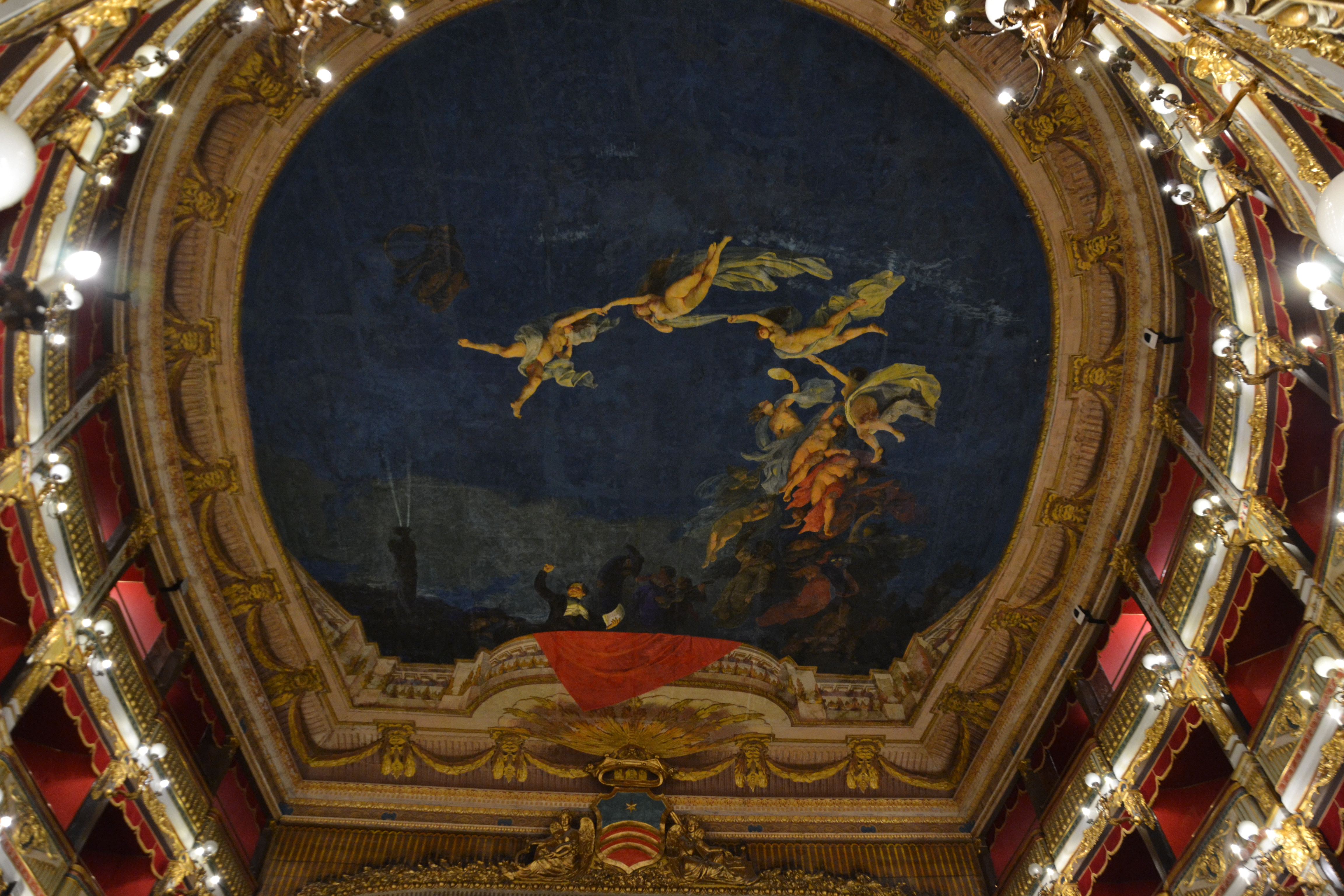
Il soffitto con Rossini

Nel plafond della sala Gioachino Rossini domina come un incontrastato signore al centro di una complessa metafora musicale. Il soffitto del teatro di Salerno è come afferma George Banu «un caso particolare, dove sopra una balaustra si appoggia Rossini, mentre intorno navigano le idee della musica». Le muse gli fanno da corona, procedendo dall'oscurità del fondo: avanzano tenendosi per mano, si lanciano in un coreografico carosello nel blu di Prussia del cielo. Progressivamente si denudano dalla leggerezza dei loro velo per mostrarsi, al fine, all'impassibile maestro e per mostrare agli occhi incantati degli spettatori le loro monumentali procacità giunoniche. Le muse salernitane scandalizzarono il pur coltissimo Francesco Saverio Malpica, fratello del più noto Cesare, che non comprese la vasta metafora che volevano interpretare, ritenendole indecenti e di cattivo gusto per un luogo pubblico. A Rossini è vicina l'allegoria della musicalità, che sboccia da una tunica blu, portando candidamente una mano all'orecchio; la Melodia, con le fattezze di un'eterna fanciulla che pizzica le corde di un mandolino; la potenza musicale, la cui allusa intensità è affidata al suono di una buccina cui dà fiato una sinuosa creatura marina. Alle spalle del maestro le sue opere più significative scritte in Italia: Il Mosè in Egitto, Almaviva o sia l'inutile precauzione, poi reintitolata Il barbiere di Siviglia. Rosina, Almaviva e Figaro sono resi con tocco lieve e con l'incisività di chi ha penetrato con intelligenza il godibilissimo intreccio di una sfolgorante commedia all'italiana. Segue l'Otello e l'Armida (Rossini), che il pittore rappresenta evocando i due protagonisti, mentre incrociano i loro destini in un magico bacio tra opalescenti vapori lunari. Più avanti una donna discinta in tunica rossa, accasciata sulle ginocchia, con le mani al volto in segno di disperazione, piange sul tragico epilogo che sta per abbattersi sul suo destino: si tratta di Amenaide. In basso a destra si colgono le figure, probabilmente personaggi del melodramma Semiramide. L'eden operistico del plafond è cinto da cornicione in trompe l'oeil scandito dal ritmico progredire dei mascherino anamorfosi. Ne è autore Metteo Amendola.

### Il sipario
(Primo Levi)

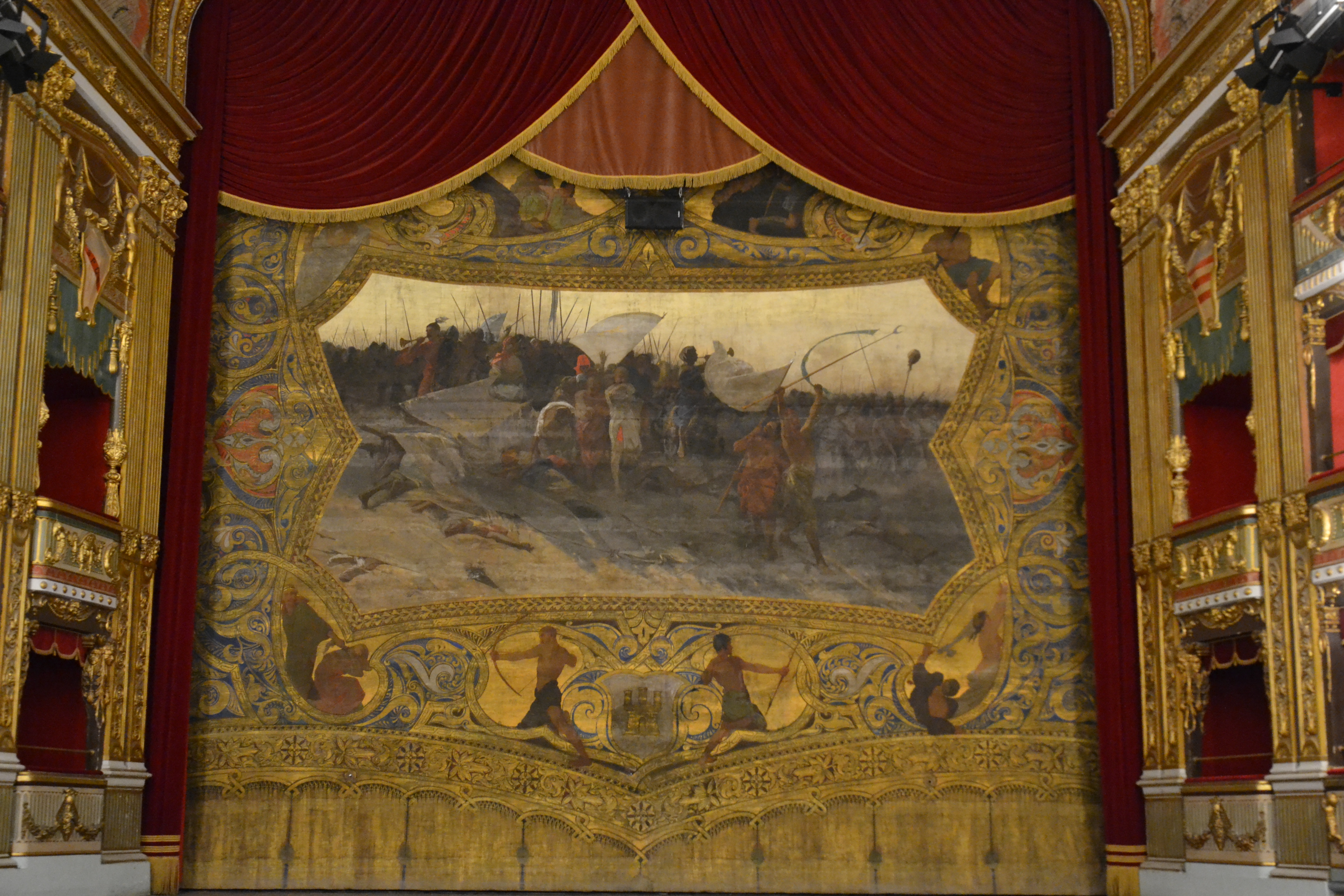
La cacciata dei Saraceni di Domenico Morelli

Barriera tra realtà e finzione, quarta parete mobile, allusiva e pedagogica, celebra l'apoteosi di Salerno, esaltando un antico episodio di storia patria, episodio accaduto nell'agosto dell'871. Il soggetto viene elaborato dal maestro Morelli seguendo, forse com'era prassi, i suggerimenti dell'amico Pasquale Villari. Morelli lavora al sipario per circa un anno: il tema è la cacciata dei Saraceni, episodio di animosa resistenza salernitana, guidata dal principe Guaiferio, contro gli invasori Agareni, capeggiati dal violento Abdila. Morelli trasceglie il momento in cui i Saraceni, forti della loro superiorità militare, avanzano incitandosi tra suoni e grida selvagge, per vendicare settanta uomini delle loro schiere, uccisi dagli avversari nel corso di una fulminea incursione oltre le mura. «Gli agareni, appresa la morte dei loro, suonarono le zampogne e le vette e tutte le specie di strumenti musicali e, suonando le trombe e facendo strepito; attaccarono la città per terra e per mare, in modo tale che sarebbe stata certamente conquistata, se fosse mancata la divina misericordia». L'alleanza di tre città campane, Salerno, Benevento e Capua, celebrata nel medaglione in alto, al centro del sipario, il concorso popolare, rappresentato dalle figure degli arcieri e delle donne, simboleggiano l'eroica resistenza della città che si difende e salva le sue libertà attraverso le civili virtù della solidarietà e del coraggio. Ventiquattro studi, conservati presso la Galleria nazionale d'arte moderna e contemporanea di Roma, procedono l'elaborazione del bozzetto finale. Morelli dipinse su una tela di 200x180 cm la sola avanzata dei Saraceni. L'osservazione del bozzetto sottolinea ancora di più l'attenzione particolare che il maestro concede alla decorazione, concepita come imponente apparato scenografico entro cui calare gli episodi, stilisticamente esemplati su nobili modelli di riferimento largamente citati. Morelli affida la realizzazione del sipario a due artisti noti nell'ambiente: Giuseppe Sciuti ed Ignazio Perricci.
Il secondo sipario del teatro, il cosiddetto “comodino”, raffigurante Le maschere italiane, è stato realizzato dallo stesso D'Agostino.

### Altre decorazioni

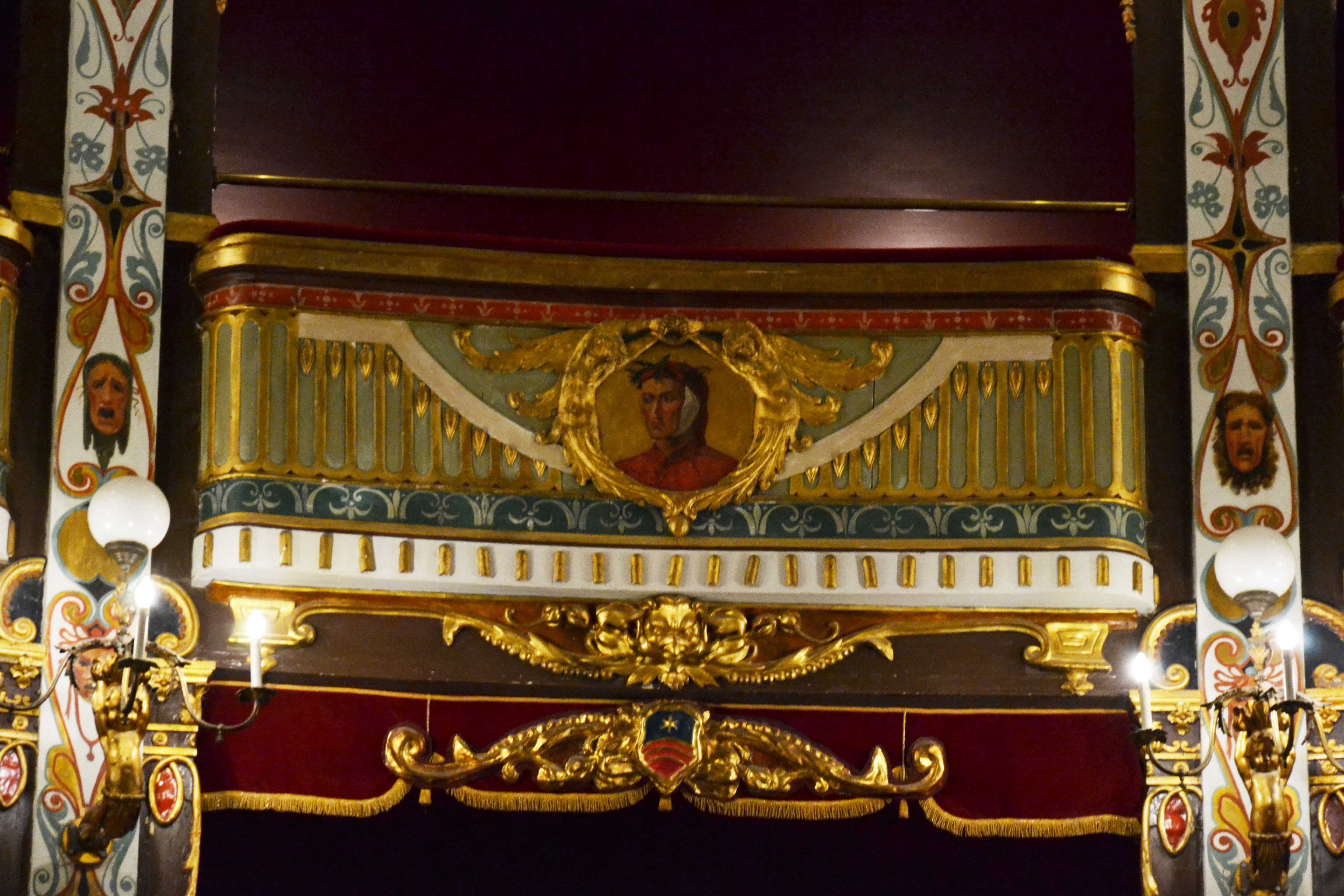
Dettagli dei palchi di terza fila con in primo piano il medaglione con la figura di Dante

D'Agostino si occupa della progettazione e della direzione dei lavori degli ornamenti dei palchi. Sui parapetti dei palchi di prima fila si evolvono putti che recano al centro un medaglione; in seconda, possenti giganti neo-manieristi col corpo fiorito in calice nell'estremità inferiore; in terza fila figure femminili in tensione si congiungono e, intrecciando le mani, definiscono un medaglione che accogli le effigie di un poeta, di un'artista o di un musicista. In questi medaglioni, da destra a sinistra, rispetto a chi entra nella sala, sono raffiguranti: Vincenzo Bellini, Domenico Cimarosa, Giovan Battista Pergolesi, Carlo Goldoni, Gioachino Rossini, Gaetano Donizetti, Vittorio Alfieri, Torquato Tasso, Dante Alighieri, Michelangelo Buonarroti, Raffaello Sanzio, Giotto, Leonardo da Vinci, Andrea Sabatini, Benvenuto Cellini, Salvator Rosa e Giuseppe Verdi.
Il tema delle donne fitomorfe viene riproposto sui parapetti della quarta fila mente in quella successiva una finta balaustra fa delimitare lo spazio del loggione. Oro in foglie accuratamente steso su una resistentissima preparazione a bolo rosso, ricopre quasi tutta la superficie dei palchi e delle figure a rilievo. Ulisse Caputo, figlio del custode Ermenegildo, nel 1905 realizza una tela intitolata Alle prove, conservata al Museo d'Orsay. La madre è in primo piano seduta sul palcoscenico mentre ascolta, meditando, le prove. In proscenio si esibisce una cantante lirica ovvero la sorella dell'artista.

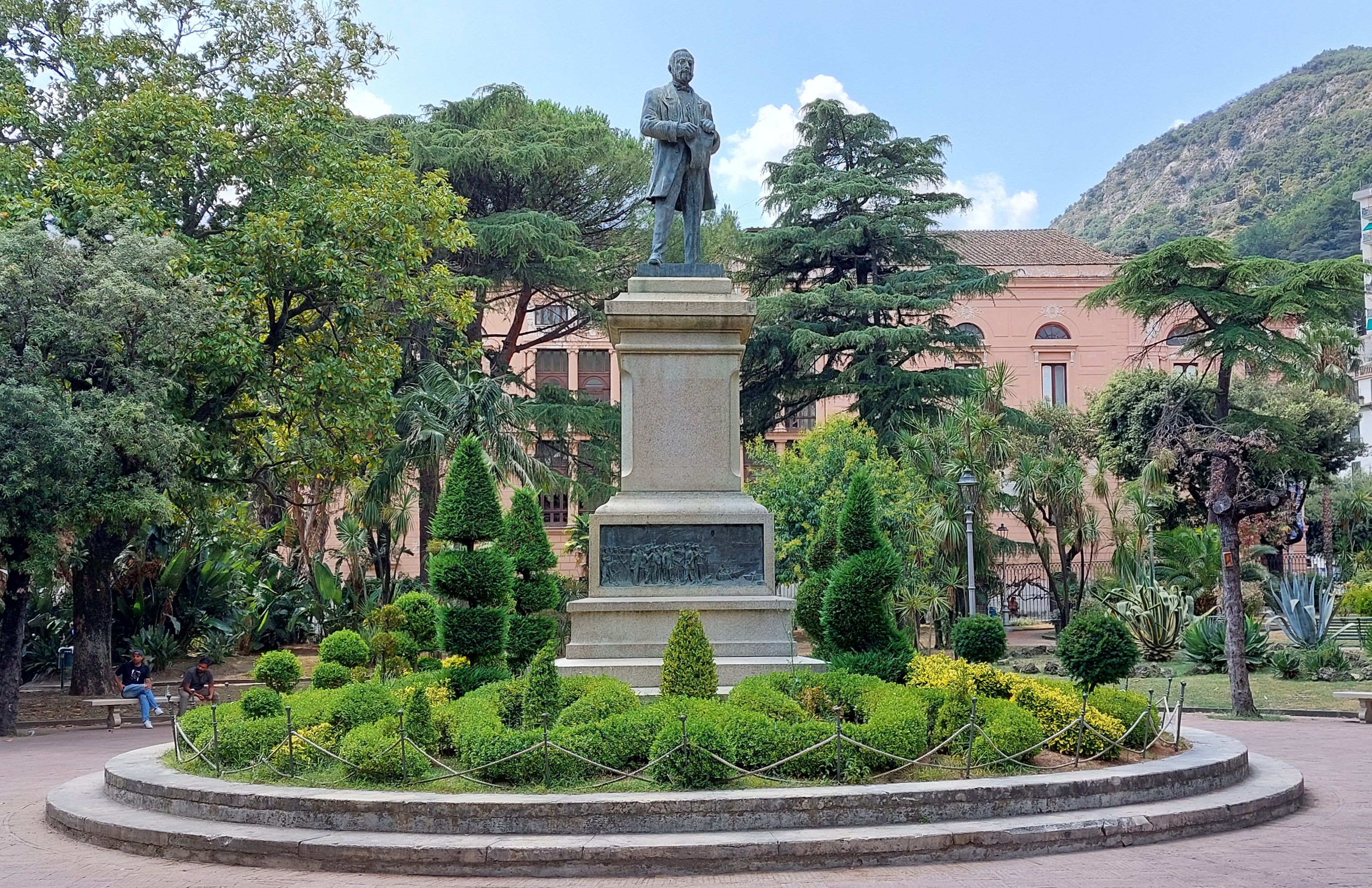
Statua di Nicotera con alle spalle il Teatro Verdi

## Il Casino Sociale
Nello stesso edificio del Teatro Verdi è ubicata la sede del Casino Sociale di Salerno.
Originariamente costituito nel 1832 con il nome di “Nobile Casina del Comune di Salerno”, doveva offrire occasioni ricreative e culturali per l’aristocrazia salernitana. Nei primi anni, tuttavia, lo scopo sociale della Nobile Casina non si poté perseguire in modo pieno. La sua istituzione servì più come strumento di controllo della Corona sul territorio cittadino; il Presidente era, infatti, l’Intendente di Polizia, il quale vigilava che le attività sociali si svolgessero tutte nella fedeltà alla monarchia borbonica.
Solamente nel 1851, i nobili chiesero al re Ferdinando II la ricostituzione della Casina e così il sodalizio trovò una nuova conformazione: ebbe sede in Via Botteghelle e come Presidente il Conte Carrara. Questa è ritenuta l’effettiva data di fondazione della Casina.
Nel 1862, si diede un nuovo statuto e una nuova denominazione: “Casina dei Nobili e Club dei Signori” e nel 1872 fu inaugurata la nuova sede nel locali adiacenti al Teatro Giuseppe Verdi.
Da allora è stata frequentata da molte personalità italiane, come Giuseppe Garibaldi (nel 1861), il Re Umberto I e la Regina Margherita  nel 1881, come ricorda una targa lapidea ivi apposta, ed il Re Vittorio Emanuele III colla consorte (nel periodo di Salerno Capitale).
Nel 1935 il sodalizio ottenne la concessione sovrana per fregiarsi della denominazione di "Real Casino Sociale".
Pochi anni dopo, nel 1943 le sue sale furono occupate dagli Alleati e il circolo si dovette trasferire temporaneamente a Palazzo Luciani. Solo nel 1945, fu decisa la nuova denominazione di “Casino Sociale" e la sede tornò ad essere quella che conosciamo oggi.
L'accesso al Casino Sociale si trova lateralmente, davanti alla Villa Comunale di Salerno e di fronte alla statua di Giovanni Nicotera.

## Il coro dell'opera e il coro delle voci bianche
Il Coro dell'Opera di Salerno fece il suo debutto nel 1997, in occasione dell'inaugurazione del teatro. Da allora il coro è divenuto parte fondamentale delle produzioni del Verdi. Nei suoi anni di attività ha sviluppato un vastissimo repertorio che si dipana lungo quattro secoli di storia dell'opera lirica, nonché comprende operette, oratori e composizioni sacre. Il coro è costituito per lo più da giovani salernitani e campani formatisi al Conservatorio Giuseppe Martucci di Salerno. Oggi il coro costituisce una presenza fondamentale in produzioni che vanno da la Messa da Requiem di Verdi alla Traviata, da Nabucco a Cavalleria Rusticana, da Tosca alla Norma, da La Bohème alla Carmen, fino alla Nona Sinfonia di Beethoven.
Il Coro delle voci bianche, invece, nato nel 2000 e diretto da Silivana Noschese, è costituito da circa 60 bambini di Salerno e della Provincia che si incontrano settimanalmente per dedicarsi allo studio della musica, della vocalità e del repertorio. Il coro ha partecipato a numerose manifestazioni distinguendosi anche fuori dalla realtà cittadina, nelle produzioni Hansel e Gretel e Carmina Burana al Teatro di San Carlo di Napoli.

## Orchestra filarmonica salernitana Giuseppe Verdi
L'orchestra nasce nel 1997, con la riapertura del teatro Verdi dopo i lavori di restauro. Nel corso degli anni, la direzione dell'orchestra è stata affidata a direttori come Peter Maag, Janos Acs, Nicola Luisotti, Yoram David, Daniel Lipton, Donato Renzetti, Roberto Tolomelli, Paolo Arrivabeni, Massimo Pradella, Piero Bellugi, Yves Abel, David Garforth, Ralph Weikert, Miguel Gomez Martinez, Giampaolo Bisanti, Frédéric Chaslin, Antonio Pirolli, Antonino Fogliani, Kery Linn Wilson. 
Nel 2001 ha portato in scena il balletto Romeo e Giulietta di Sergej Sergeevič Prokof'ev, con la direzione di David Garforth e in seguito, nel corso della stagione 2004, si è particolarmente distinta nella rappresentazione de Il cappello di paglia di Firenze di Nino Rota e Vedova allegra con la regia di Gino Landi. 

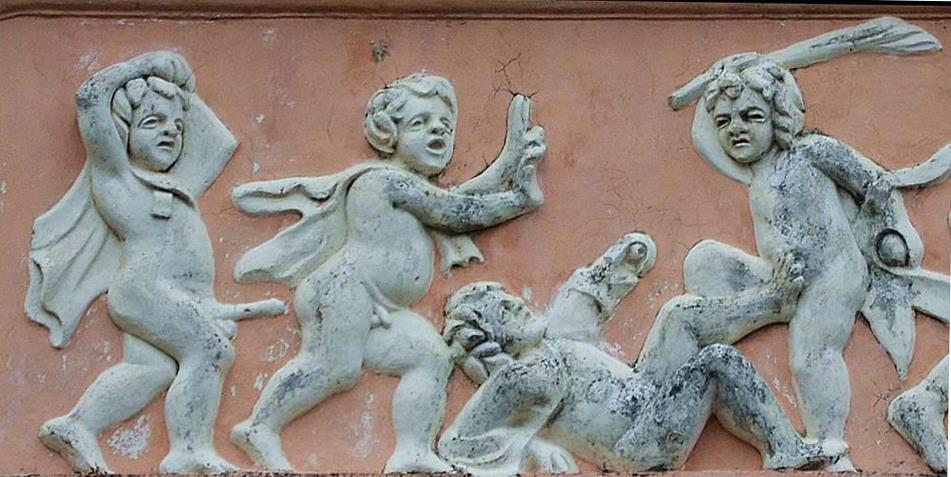
Su una facciata esterna del Teatro Verdi un decoratore si concesse una piccola burla: è infatti raffigurato un putto con il pene in erezione che insegue un altro angioletto.

Dal 2007 è guidata da Daniel Oren grazie al quale l'orchestra ha lavorato con protagonisti di altissimo valore artistico in molte produzioni liriche come Renato Bruson con Falstaff; Dīmītra Theodosiou, Daniela Dessy, Fabio Armiliato, Leo Nucci, Hui He, Cio-Cio-San, Marco Berti, Kristin Lewis, Nino Machaidze, Markus Werba, Celso Abelo, Tarmar Ivery; e poi il Quartetto di Tokyo, Grigory Sokolov, Angela Hewitt, Nicolaj Luganskij, Shlomo Mintz, Roberto Bolle, Mischa Maiskij, Uto Ughi, Salvatore Accardo, Fazıl Say, Matthias Rexroth, Alexei Volodin.
La filarmonica ah riscosso successo in esibizioni a Catanzaro (Teatro Comunale), Napoli (Arena Flegrea), Isernia, Roma, e al di fuori dei confini nazionali, in particolare con tournée in Germania (Stoccarda e KesselKirchen), un'acclamata tournée in India (Nuova Delhi e Mumbai) con Il barbiere di Siviglia di Rossini, in occasione del Vertice UE 2003, in Giappone e in Portogallo con una Carmen e in Francia con Turandot - regia di Yang-Zimoun. 
Si è esibita, inoltre, alla presenza di Papa Giovanni Paolo II, della Regina di Svezia e degli emeriti presidenti della Repubblica Carlo Azeglio Ciampi e Giorgio Napolitano in occasione del concerto al Senato nel 2012.
Le rappresentazioni liriche e concertistiche sono state pittoricamente rappresentate con una serie di quadri opere del Maestro Rafal Olbinskij (National Arts Club New York, the Smithsonian Institution e Library of Congress in Washington, Suntory Museum in Osaka e altri importanti gallerie d'Europa).